# Moe Dunford
Moe Dunford est un acteur irlandais né à Waterford.

## Filmographie sélective

### Cinéma
- 2011 : The Nixer de Fiona Graham : « Down & Out »
- 2014 : Patrick's Day de Terry McMahon : Patrick Fitzgerald
- 2015 : Traders de Rachael Moriarty et Peter Murphy : Lazarus 23
- 2017 : The Lodgers de Brian O'Malley
- 2017 : Michael Inside de Frank Berry
- 2018 : Rosie Davis de Paddy Breathnach
- 2018 : The Renegade (Black '47) de Lance Daly : Fitzgibbon
- 2018 : Metal Heart de Hugh O'Conor
- 2018 : The Dig d'Andy Tohill et Ryan Tohill
- 2022 : Massacre à la tronçonneuse (Texas Chainsaw Massacre) de David Blue Garcia

### Télévision
- 2010 : Les Tudors : Richard Leland (2 épisodes)
- 2013 : Raw : Niall
- 2013 : Game of Thrones : Un messager des Stark
- 2013 : An Crisis : Christian
- 2014 : Vikings : Aethelwulf

## Distinctions
- 2015 : Shooting Stars de la Berlinale[2].